# Vîhvatnivți, Camenița
Vîhvatnivți (în ucraineană Вихватнівці) este un sat în comuna Kîtaihorod din raionul Camenița, regiunea Hmelnîțkîi, Ucraina.

## Demografie
Componența lingvistică a localității Vîhvatnivți
     Ucraineană (100%)
Conform recensământului din 2001, toată populația localității Vîhvatnivți era vorbitoare de ucraineană (100%).